# Idaea paravalida
Idaea paravalida là một loài bướm đêm trong họ Geometridae.